# Alsónadrág-gnómok
Az Alsónadrág-gnómok (Gnomes) a South Park című rajzfilmsorozat 30. része (a 2. évad 17. epizódja). Elsőként 1998. december 16-án sugározták az Amerikai Egyesült Államokban.

## Cselekmény
Mr. Garrison állása veszélybe kerül, mert nem tanít aktuális eseményeket – ezért azt a feladatot adja a gyerekeknek, hogy ötfős csoportokban egy-egy aktuális South Park-beli történésről szóbeli beszámolókat tartsanak a városi bizottság előtt. Stan, Kyle, Cartman és Kenny egy csoportba kerül Tweekkel, egy folyton idegeskedő fiúval, aki azt tanácsolja, hogy az alsónadrág-gnómokról írjanak előadást. Szerinte ezek a kis lények éjszakánként rendszeresen beosonnak a szobájába és ellopják a fehérneműit. Mivel a többiek meglehetősen szkeptikusan állnak a dologhoz, meghívja őket a házukba, hogy nála aludjanak és meggyőzhesse őket igazáról. Tweek szülei (akik egy kávézót vezetnek) kávéval segítik a gyerekeket az ébren maradásban, de – Tweek kivételével – senki sem veszi észre a gnómokat, amint besurrannak a szobába. 
Tweek szüleinek családi kávézója veszélybe kerül, miután egy vállalat, a „Nagy Lóvé” (Harbucks) társaság a városban is terjeszkedni kezd és félő, hogy elveszi Tweek-ék vásárlóit. Mr. Tweek ezért ír egy beszámolót a fiúk részére a nagyvállalatok káros befolyásáról a családi vállalkozásokra, hogy ily módon maga mellé állítsa a város vezetőségét. Mr. Garrison azonnal rájön, hogy a beszámolót nem a gyerekek írták, de nem szól semmit, mert a bizottságnak tetszik az előadás és az ügy mellé állnak. McDaniels polgármestert ráveszik a „10-es számú indítvány” előterjesztésére, melyet ha elfogadnak, akkor a Nagy Lóvé társaságot elűzhetik a városból. Miután a fiúk is szerepelnek a tévében, az egész város a társaság és annak képviselője, Mr. Postum ellen fordul. Mrs. Tweeket felidegesíti ez a szerinte erkölcstelen taktika és azon a véleményen van, hogy férje csupán kihasználja a gyerekeket.
A 10-es számú indítványról való szavazás napján Mr. Postumnak és a fiúknak is beszédet kell tartaniuk, ezért újabb beszámolót írnak. Gondolkodás közben ők is meglátják a gnómokat, akik felfedik előttük a szándékaikat. Mivel a gnómok üzlettel foglalkoznak és sokat tudnak a vállalatokról, a fiúk követik őket a titkos földalatti rejtekhelyükre, hogy anyagot gyűjtsenek a másnapi beszámolójukhoz.
A szavazás napján a gyerekek merőben új álláspontot hangoztatnak; szerintük a nagyvállalatok óriási szolgálatot tesznek és fontos szerepet töltenek be az emberek életében. Ezután bevallják, hogy előző beszámolójukat nem ők írták, a dühöngő Mr. Garrisont pedig rendőrök vezetik el. A városiak – Mr. Tweeket is beleértve – megkóstolják a nagyvállalat kávéját és ízlik nekik, Mr. Tweek pedig állást kap a társaságnál.

## Kenny halála
- Kennyre a gnómok földalatti rejtekhelyén rázuhan egy szállítókocsi, de a gnómokat ez az esemény sokkal jobban felzaklatja, mint a fiúkat, akiket a barátjuk halála helyett inkább a másnap esedékes beszámoló foglalkoztat.

## A gnómok
Az alsónadrág-gnómok egy földalatti közösség tagjai, akik fehérneműket lopnak a felszínen élő emberektől, elsősorban Tweek-től.
A gnómok egy három fázisból álló üzleti tervet követnek, mely a következő:
1. Alsónadrágok begyűjtése
2. Siker

Valójában egyik gnóm sem ismeri a második fázist, de mindannyian feltételezik, hogy a szervezeten belül valaki biztosan tudja.
A gnómok egyébként a Karácsony Irakban című epizódban is szerepelnek, melyből kiderül, hogy az év két hónapjában a Télapónak segítenek.

## Utalások
- Barbrady rendőr rendszeresen látogatja Mr. Tweek üzletét, de kávé helyett azt kéri, hogy pofonvágják egy macskával. Az abszurd jelenetből egyértelműen érződik a Monty Python társulat hatása a sorozatra.
- A „Nagy Lóvé” kávétársaság neve az eredeti sorozatban Harbucks volt, mely a Starbucks kereskedelmi lánc paródiája.
- Érdekesség, hogy a készítők ebben az epizódban a nagyvállalatok mellé állnak, a 7. évadbeli Harc a bevásárlóközpont ellen című részben viszont elítélik a multik terjeszkedését.
- Mr. Postum neve célzás egy kávéra hasonlító italra. en:Postum

## Érdekességek
- Az epizód végén, mikor mindenki a Nagy Lóvé kávézó előtt áll, két dolog is észrevehető:

1. Az emberek közt ott egy űrlény.
2. Az alsónadrág-gnómok ismét ellopnak egy alsónadrágot.

## Bakik
- Amikor Cartman megüti az egyik gnómot, az éppen az ajtó előtt áll; közvetlenül ezután viszont már egy fiókos szekrény látható a háttérben.